# Filogaso
Filogaso (tiếng Hy Lạp: Philagassos) là một đô thị ở tỉnh Vibo Valentia trong vùng Calabria, có cự ly khoảng 40 km về phía tây nam của Catanzaro và khoảng 13 km về phía đông của Vibo Valentia. Tại thời điểm ngày 31 tháng 12 năm 2004, đô thị này có dân số 1.397 người và diện tích là 23,7 km².
Filogaso giáp các đô thị: Capistrano, Maierato, San Nicola da Crissa, Sant'Onofrio, Vallelonga, Vazzano.